# Ivovicia
Ивовиция (Ivovicia) — вымерший род вендобионтов типа Проартикуляты.1 вид; Ivovicia rugulosa.

## Описание
Длина 1-2 сантиметра. Отпечаток овальный, метамерный. Изомеры очень тонкие, с закругленными боковыми концами. Передняя лопасть широкая, полукруглой формы. Осевая структура имеет вид двух желобов.

## Образ жизни
Донный, напоминающий плоских червей, организм. Возможно был подвижен.

## Распространение
Эдиакарские отложения. Приморского района Архангельской области.